# Edward-VII-Halbinsel
Die Edward-VII-Halbinsel (auch König-Eduard-VII.-Halbinsel oder König-Eduard-VII.-Land) ist eine antarktische Halbinsel im Nordwesten des Marie-Byrd-Lands. Nordöstlich der eisbedeckten Halbinsel befindet sich die Sulzberger Bay, während im Südwesten das Ross-Schelfeis anschließt. Der am weitesten ins Rossmeer hinausragende Punkt und gleichzeitig der östlichste Punkt des offenen Rossmeers ist Kap Colbeck (die weiter südlich befindliche Siple-Küste reicht weiter nach Osten, ist aber vom Ross-Schelfeis bedeckt). Südlich von Kap Colbeck liegt die Shirase-Küste, östlich davon die Saunders-Küste. Auf der Halbinsel befinden sich mit den Rockefeller Mountains und den Alexandra Mountains zwei Gebirge.
Die Edward-VII-Halbinsel wurde am 30. Januar 1902 bei der Discovery-Expedition (1901–1904) unter der Leitung des britischen Polarforschers Robert Falcon Scott entdeckt, der das Gebiet nach König Edward VII. benannte. Dass es sich beim Edward-VII-Land um eine Halbinsel handelt, wurde im Zuge der zweiten Antarktis-Expedition (1933–1935) des US-amerikanischen Polarforschers Richard Evelyn Byrd festgestellt.
Der Großteil der Halbinsel – westlich von 150° West – wird als Teil der Ross Dependency von Neuseeland beansprucht.